# DM i ishockey 1955-56
Danmarksmesterskabet i ishockey 1955-56 var det andet DM i ishockey. Mesterskabet blev arrangeret af Danmarks Ishockey Union og skulle have haft deltagelse af tre klubber: de jyske mestre fra Silkeborg Skøjteløberforening samt de to sjællandske hold Rungsted Ishockey Klub og Kjøbenhavns Skøjteløberforening (KSF), men kun de to sidstnævnte endte med at deltage.
Silkeborg Skøjteløberforening havde kvalificeret sig til finalestævnet ved at vinde det jyske mesterskab i ishockey efter fire sejre over hhv. Viborg, Horsens, Herning og Esbjerg med en samlet målscore på 28-9, men holdet kom ikke til at deltage i kampen om DM-titlen. Det viste sig nemlig umuligt at krydse Storebælt på grund af isvanskeligheder. I stedet blev planen at de sjællandske hold de efterfølgende weekender skulle rejse til Jylland for at møde silkeborgenserne på deres hjemmebane, men den plan blev spoleret af tøvejr.
DM-turneringen blev derfor afviklet som én kamp, hvor Rungsted Ishockey Klub tog imod KSF på en overrislet tennisbane i Hørsholm. Men på grund af tøvejr var isforholdene så dårlige, at KSF inden kampen foreslog, at den ikke skulle gælde DM-titlen men blot tælle som en venskabskamp. Det blev imidlertid afslået af Rungsted-spillerne, der ville forsvare deres mesterskab fra året før. Kampen blev vundet af KSF med 4-1 (2-0, 1-1, 1-0) efter to mål af Knud Lebech og et hver af Jørgen Hviid og Knud Westergaard fra KSF, mens Rungsted IK's mål var et selvmål af Knud Tønsberg. Københavnerne overtog dermed DM-titlen fra nordsjællænderne og fik samtidig revanche for nederlaget i den afgørende DM-kamp året før.